# Erythrina macrophylla
Erythrina macrophylla är en ärtväxtart som beskrevs av Dc. Erythrina macrophylla ingår i släktet Erythrina och familjen ärtväxter. Inga underarter finns listade i Catalogue of Life.